# 成瀬村
成瀬村（なるせむら）は、神奈川県大住郡・中郡に存在した村。
現在の伊勢原市東北部の小田急小田原線、国道246号沿線に位置した。

## 地理
- 河川：渋田川

## 歴史

### 村名の由来
江戸幕府代官の成瀬五左衛門が、酢の献上のため周辺の道路を整備したことより。

### 沿革
- 1889年（明治22年）4月1日 - 町村制の施行により、下糟屋村、見附島村、東富岡村、高森村、下落合村、石田村、粟窪村が合併して大住郡成瀬村が発足。
- 1896年（明治29年）4月1日 - 郡制の施行のため大住郡が淘綾郡と統合され、所属郡が中郡に変更[1]。
- 1954年（昭和29年）12月1日 - 伊勢原町、大田村、高部屋村、大山町、比々多村と合併し、改めて伊勢原町が発足。同日成瀬村廃止。

## 村長
- 2代 石井虎之助：1890年10月 - 1894年10月

## 経済

### 産業
農業
『大日本篤農家名鑑』によれば、成瀬村の篤農家は「斎藤安治、多田三治、代田善作、能條録之助」などがいた。

## 交通

### 鉄道路線
- 小田急電鉄
  - 小田原線：愛甲石田駅（住所は愛甲郡南毛利村大字愛甲。2村に跨って設置）

### 道路
- 厚木大山街道

## 出身・ゆかりのある人物
- 亀井善彰[3]（参議院議員） - 住所は下落合[3]。
- 亀井善之（衆議院議員、農林水産大臣） - 亀井善彰の四男[3]。
- 亀井藤蔵（神奈川県会議員、絹織物貿易商）
- 多田悦太郎（神奈川県多額納税者、成瀬村会議員、成瀬村農会長）[4]